# Прометей (ревю)
«Ревю „Прометей“» (фр. «La Revue de Prométhée») — двомісячник французькою мовою, присвячений вивченню питань неросійських народів Східної Європи, Центральної і Північної Азії, окупованих СРСР («прометейські» народи).
Виходив у Парижі в 1938 — 40, деякою мірою як продовження журналу «Прометей». Редактор — Шульгин Олександр Якович, член ред. М. Ковальський. «Ревю „Прометей“», крім статей на політичні теми, заторкував історичну та культурну проблематику і присвячував багато місця Україні. Вийшло 9 чч.